# Культура Киргизстану

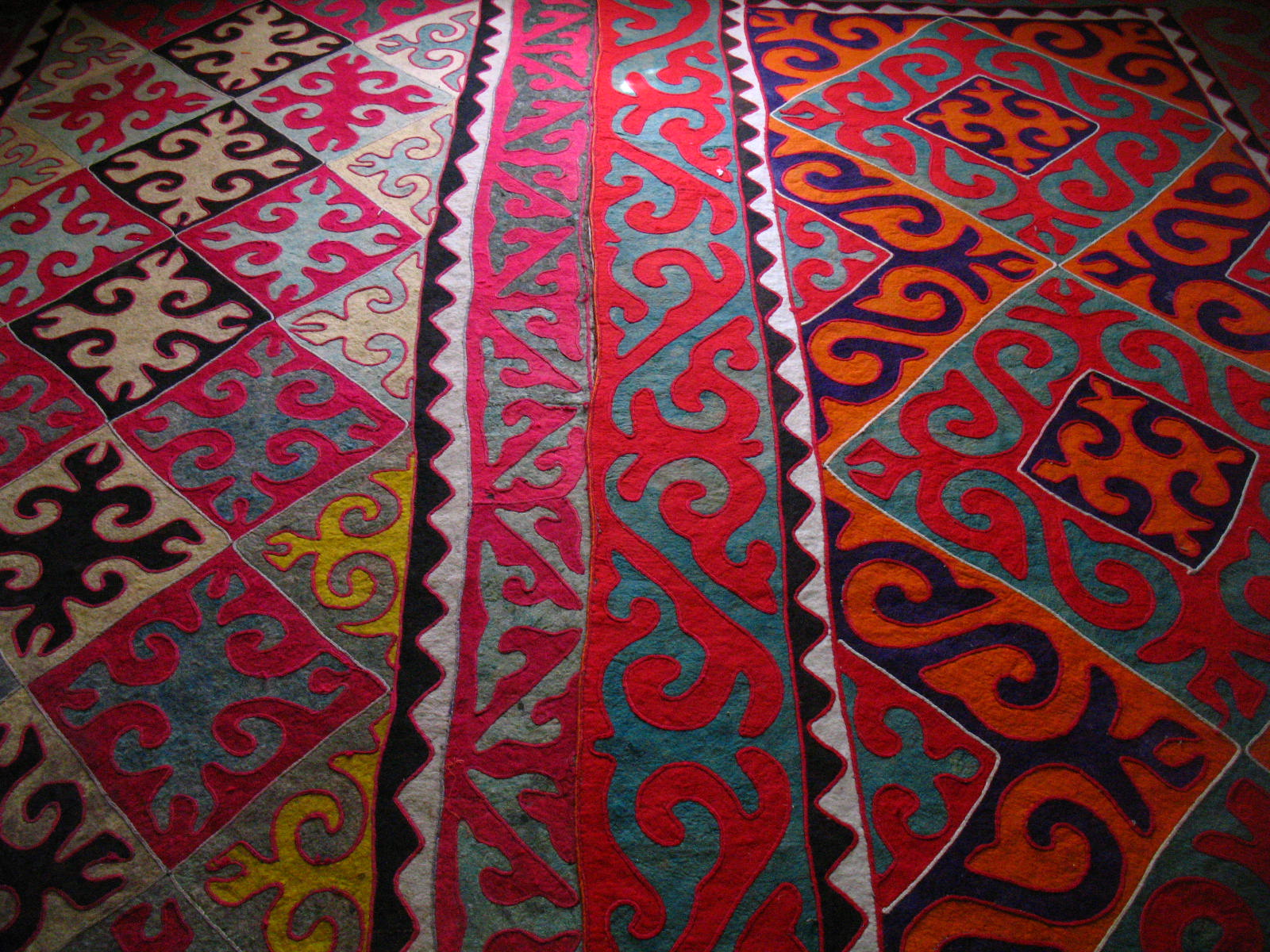
Народне ремесло Киргизстану

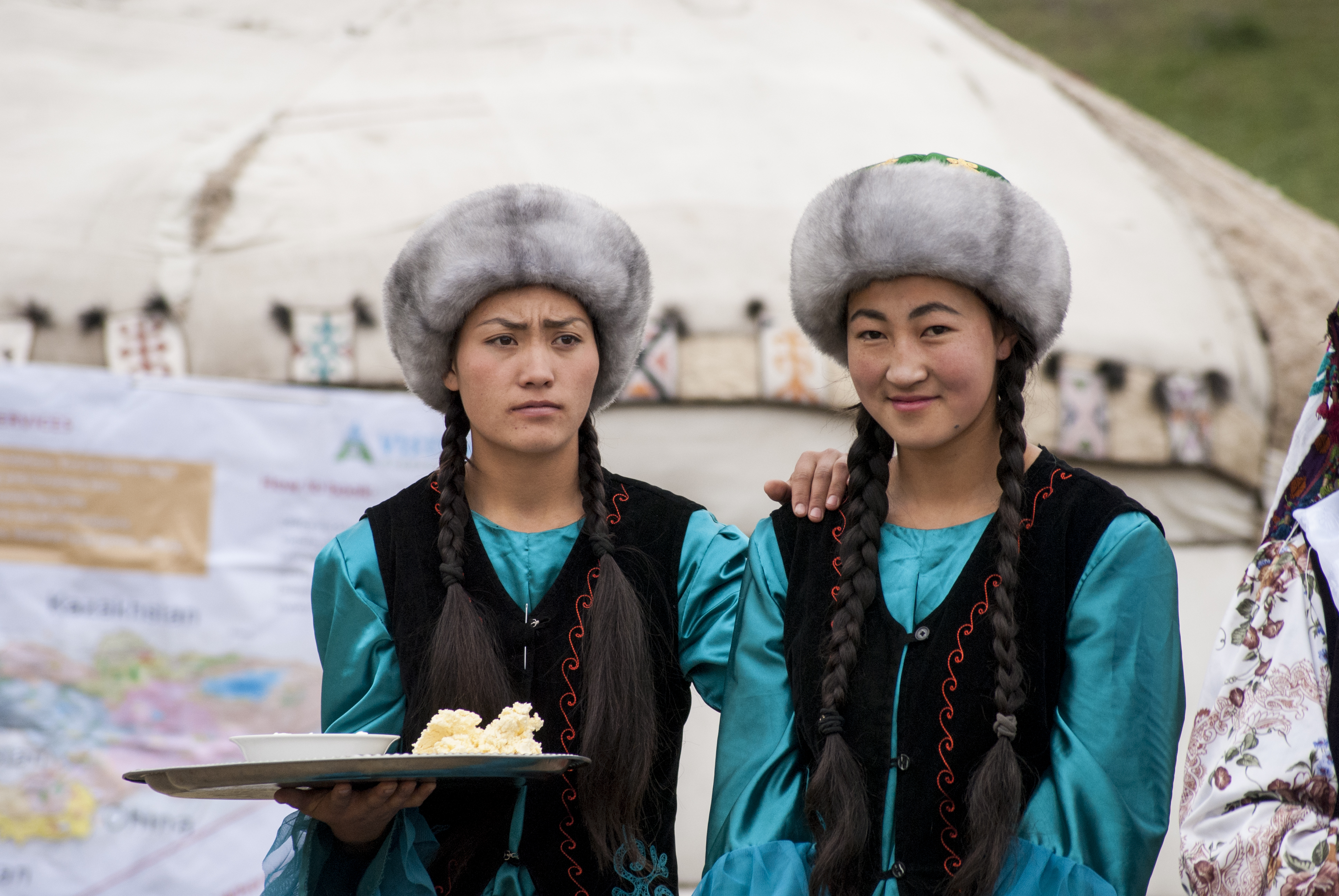
Зустріч в Киргизстані

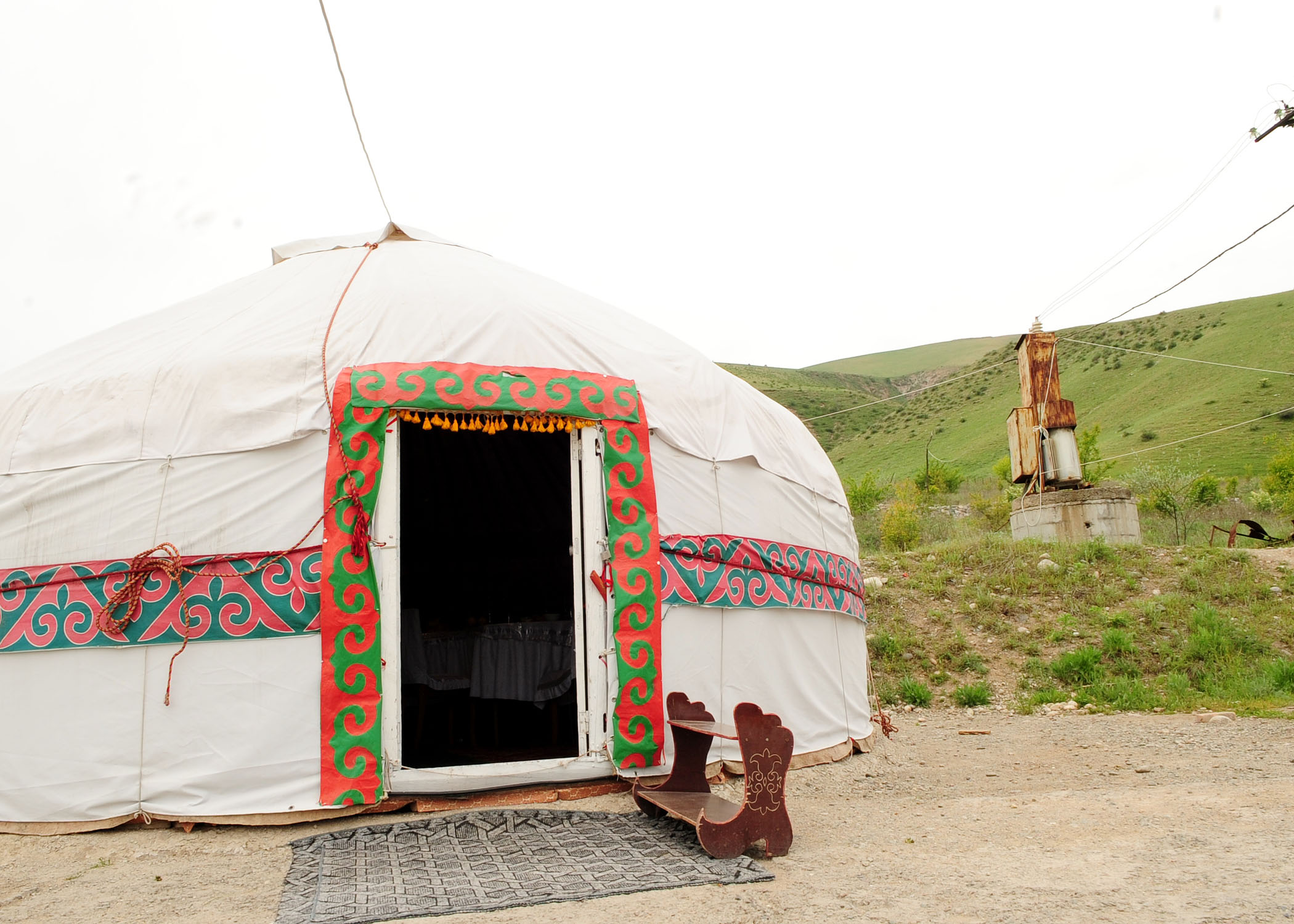
Традиційна киргизька юрта

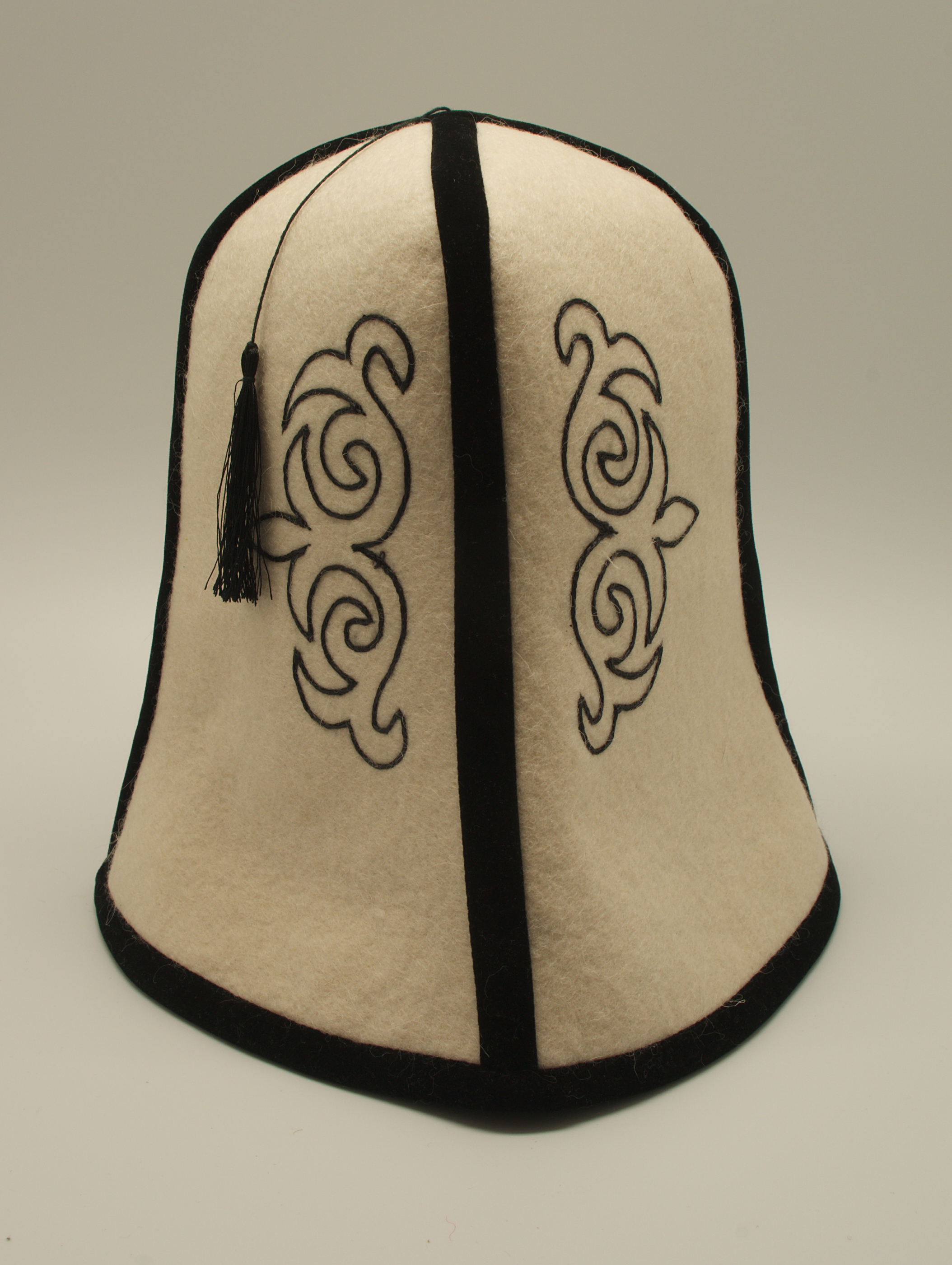
Киргизький головний убір

Культура Киргизстану — культура киргизького народу та інших народів, які проживають на території держави. Вона формувалась під впливом географічних умов і великих історичних подій.

## Мова
Киргизька мова — державна мова Киргизстану. Є найбільш поширеною мовою в країні. Належить ця мова до тюркських мов. Відповідно до перепису населення Киргизстану 2009 року, рідною мовою є киргизька для 3 830 556 людей, а в якості другої мови, якою вільно володіють, вказали ще 271 187 людей (у тому числі 212 063 етнічних узбеків). Таким чином, загальна кількість людей, які володіють киргизькою мовою, є 4 млн людей. Також носіями киргизької мови є етнічні киргизи, які проживають в Узбекистані, Таджикистані, Казахстані, Китаї, Росії та ін. країнах. Письменність до 1928 року (і до теперішнього часу в Китаї) — арабський алфавіт. З 1928 до 1940 року у СРСР застосовувався латинський алфавіт. В основі сучасної письменності — кирилиця. З 23 вересня 1989 року киргизька мова набула статусу державної мови Киргизстану (Киргизької РСР).
Російська мова є другою за поширеністю мовою в Киргизстані.

## Населення
Згідно даних за 1992 рік, в Киргизстані проживає 53 % етнічних киргизів, 22 % росіян, 14,5 % узбеків, 1,9 % татар, 1,1 % уйгурів, 1,1 % таджиків, 1,9 % дунганів, 0,7 % казахів, 0,5 % українців, а також невелика спільнота німців.

## Релігія

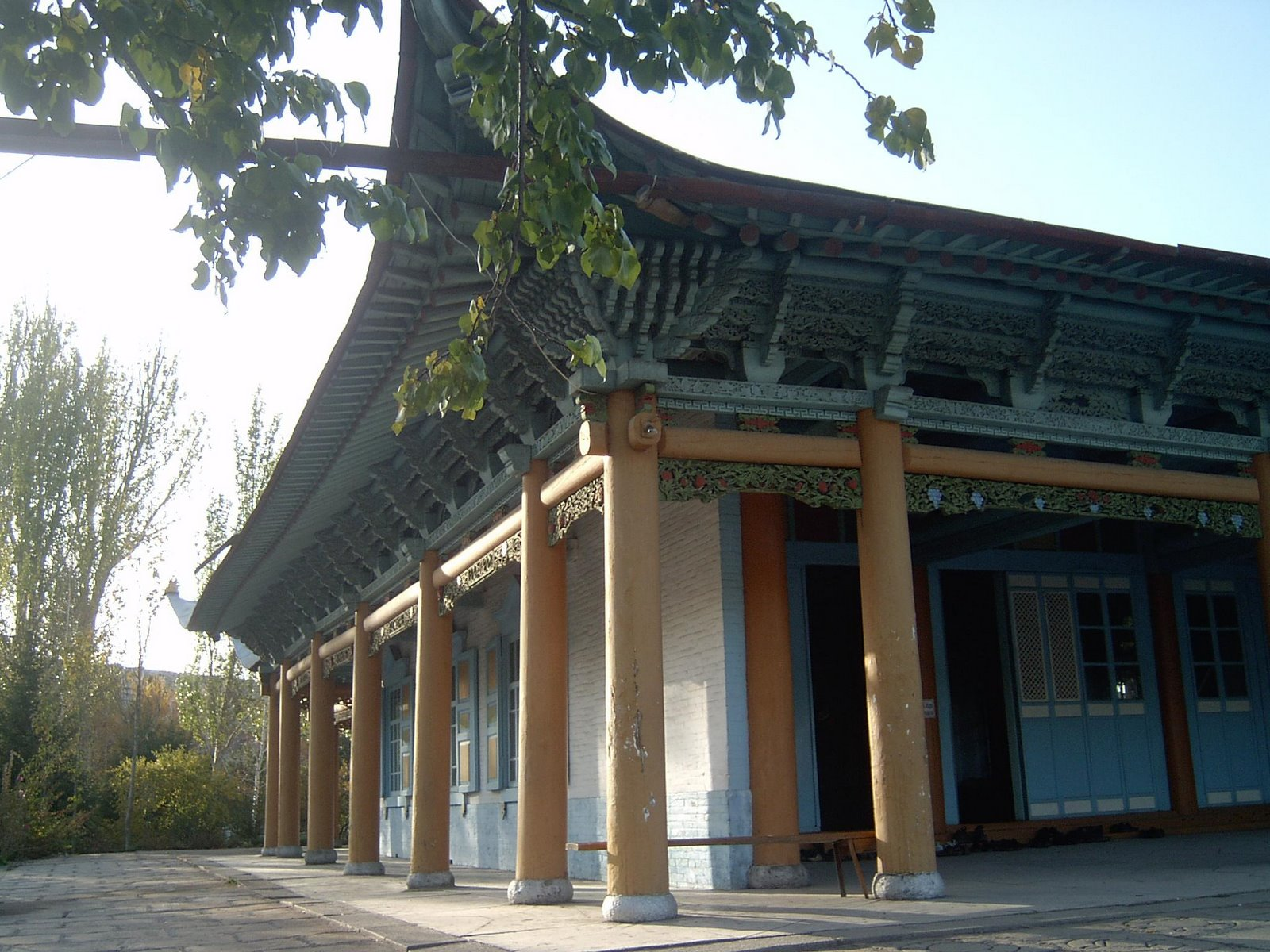
Дунганська мечеть в Караколі

В Киргизстані мусульмани-суніти складають 83 %, християни — 15 % (православні РПЦ, католики та лютерани), незначна частина населення є буддистами та євреями, язичниками та послідовниками тенгріанства.

### Тенгріанство
Послідовники культу Тенгрі в Киргизстані представлені у невеликій кількості, в основному колишніми атеїстами, які не признають фанатизм у релігії. Були спроби офіційно зареєструвати тенгріанство в якості релігії в Киргизстані до теперішнього часу, але безуспішно.

## Фольклор

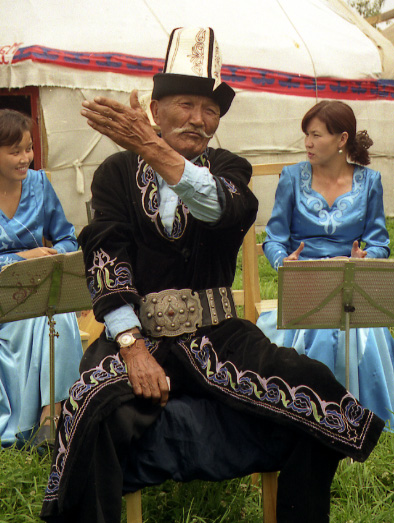
Манасчі, які виконують епос

Фольклор населення Киргизстану у минулому існував виключно в усному вигляді. Жанри дуже різноманітні: обрядова поезія, лірика, санат, насият — повчальна усна поезія, прислів'я та приказки, загадки та казки, а також міфи та легенди.
Основу фольклору складає трилогія епосу «Манас»: «Манас», «Семетей», «Сейтек». Цей епос вміщує більше 1 мільйона рядків, що є більш у 20 разів за обсягом, ніж твір «Одіссея» Гомера, та внесений до Книги рекордів Гіннесу як найбільший у світі епос та охороняється ЮНЕСКО як надбання людства. Епос описує культуру, філософію, світогляд, історію та традиції киргизького народу. В основі сюжету лежить патріотична історія народу Киргизстану, зокрема у творі представлені подвиги Манаса, його послідовників та нащадків, які боролися у IX столітті проти китайців та калмиків за незалежність киргизького народу. Епос відмічає велику кількість топонімічних, етногенетичних та історичних найменувань. Відомі сказителі «манасчі»: Саякбай Каралаєв, Сагимбай Орозбаков, Жусул Мамай та ін.
Особливу частину киргизького фольклору складає творчість акинів. Акин — це талановитий народний співак, який володіє поетичним, композиторським та співацьким даром, здібністю до імпровізації та грою на струнному музичному інструментів — комузі або кил-кияке. Акини вивчають фольклор та перероблюють його. У них відмінна пам'ять та глибокі пізнання, артистичні дарування. Акіни ясно бачать та відчувають всі негативні та позитивні моменти дійсності та втілюють їх у своїх уростичистих, радісних, сатиричних та критичних піснях. Звідси високий авторитет та унікальність кожного акину та різноманіття репертуару. В нього входять епічні твори, пісні-змагання, зразкові пісні, повчальні пісні, пісні-настанови, пісні-вітання тощо. Найбільш відомими акинами XIX—XX ст. є Токтогул Сатилганов, Тоголок Молдо, Ашираали Айталієв, Арстанбек Буйлаш уулу, Женижок, Барпи Аликулов, Осмонкул Бобобалаєв, Калик Акієв.

### Література

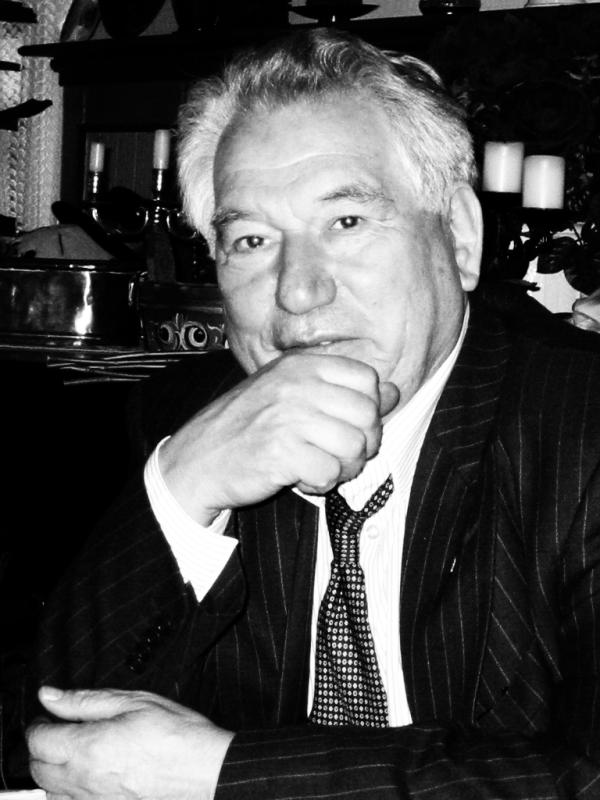
Чингіз Айтматов

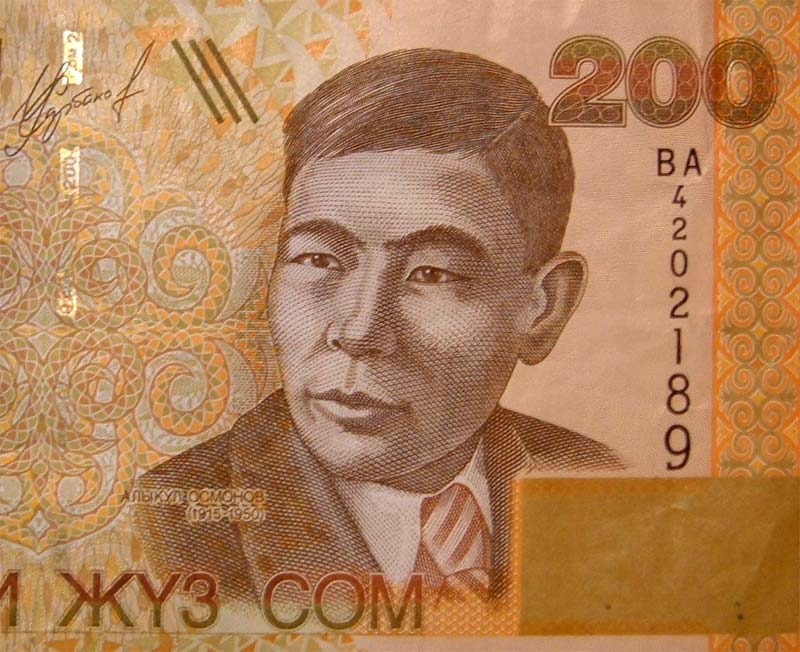
Аликул Осмонов

## Мистецтво Киргизстану

### Народна музична творчість
Народне музичне мистецтво Киргизстану бере свій початок від культури древніх середньоазіатських племен, які до початку XVI ст. сформувались у киргизьку народність. В традиційній музиці відображене історичне минуле народу. Розвиток музичного мистецтва на цій території відбувався під впливом тюркських племен та споріднених народів Середньої Азії. В основному музичне мистецтво носило мажорний характер та виконувалось одноголосно. Також відомі в музикальній традиції Киргизстану творці та виконавці пісень — ирчі, поминальний плач — кошокчу, сатиристичні пісні та частушки — куудули та чечендери.
Свою музику киргизці поділяють на пісні та кю. До кю відносять всі музичні твори для народних інструментів. Найбільш популярним музичним інструментом є трьохструнний смичковий кияк та язичковий металічний варган — темір ооз комуз і дерев'яний — жигач ооз комуз.

### Театр та цирк
Рахмонберді Мадазімов — це засновник театрального руху в Киргизстані. Він був першим директором, художнім керівником та головним режисером першого театрального гуртка в країні. Мадазімов зробив великий внесок у розвиток культури та мистецтва Киргизстану.
У 1914 році Рахмонберді Мадазімов разом з вчителем російсько-туземної школи міста Ош Балтиходжой Султановим заснував театральний гурток.
У 1918 році під керівництвом Рахмонберді Мадазімова разом з іншими освіченими діячами та вчителями Ошського уїзду Іброхімом Мусабоєвим, Бекназаром Назаровим, Журахоном Зайнобіддіновим, Назірхоном Камоловим, Абдурашідом Ешохоновим, А. Саідовим вперше в Киргизстані був заснований самодіяльний театральний гурток на базі концертної бригади при Реввоєнраді Туркестанського фронту з місцевих акторів.

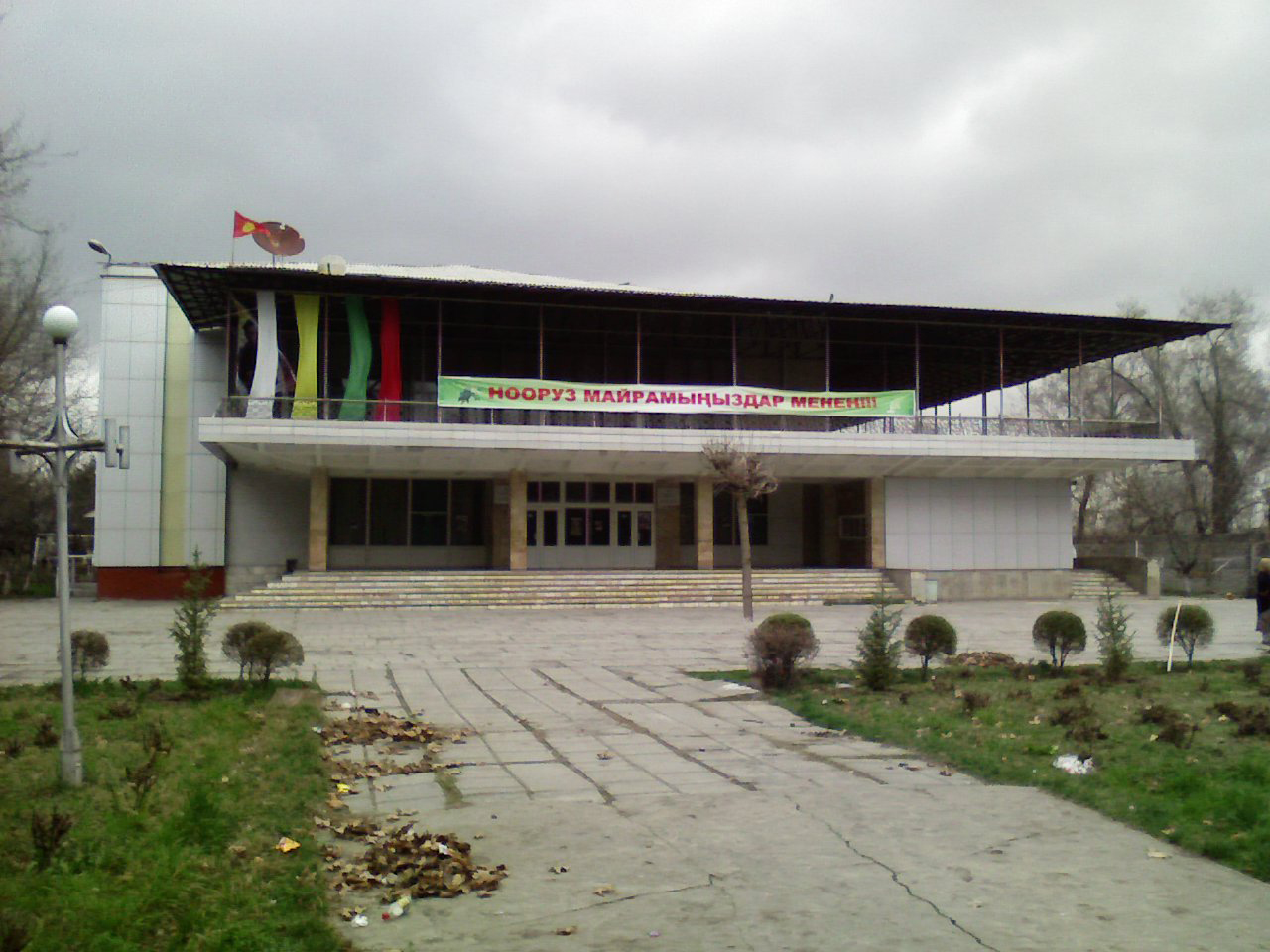
Ошський Державний академічний узбецький музично-драматичний театр імені Бабура

У 1919 році гурток перетворився у театральну трупу. Вона послужила не тільки для розвитку театрального мистецтва, а й для розвитку професійного музичного мистецтва на півдні Киргизстану. В репертуарі трупи були не тільки театральні постановки, але й концертні програми. Для вистав та концертів спеціально оброблялись народні мелодії для музичного супроводження, що вплинуло на становлення музикантів-професіоналів. У подальшому ця трупа стала основою для створення Ошського Державного академічного узбецького музично-драматичного театру імені Бабура, який вважається найстарішим театром Киргизстану та другим найстарішим театром у Центральній Азії після Узбецького національного академічного драматичного театру імені Хамзи, що був заснований в Ташкенті у 1913—1914 рр.
В 1920 році в Пішпекському уїзді функціонувало три любительські театри та цирк.
У 1930 році був створений Киргизький державний театр на базі театральної студії. 1935 року була створена трупа Російського Драматичного театру, а 1936 року — трупа Киргизького театру. У 1938 році у Бішкеку було відкрито перший Театр Ляльок. До 1939 року в Киргизстані уже була створена ціла театральна мережа — Киргизька філармонія та 16 театрів (8 киргизьких, 4 російських, 2 російсько-татарських, 2 узбецьких).
У Киргизстані зараз відкрито та працює: 9 драматичних театрів, 6 музичних театрів, 2 лялькових театри, 3 філармонічних концертних закладів та цирк.

### Кінематограф
17 листопада 1941 року була створена «Фрунзенська студія кінохроніки». Пізніше її перейменували в «Киргизфільм». У 1955 році вийшов на телеекрани перший киргизький кольоровий фільм «Салтанат».
Найбільш відомі киргизькі актори: Муратбек Рискулов, Болот Бейшеналієв, Таттибуу Турсунбаєва, Суйменкул Чокморов, Журахон Рахмонов; режисери: Толомуш Окєєв, Геннадій Базаров, Болот Шашмієв та Альгімантас Відугіріс. Найбільший розвиток киргизький кінематограф отримав у 70-х роки XX століття.
Фондом розвитку кінематографа спільно з Кіностудією «Киргизфільм» ім. Т. Окєєва була створена кіноколекція «Киргизьке чудо» з таких фільмів:
1. «Спека» (1962), режисер Лариса Шепітько
2. «Джура» (1964), режисер Адольф Бергункер
3. «Важка переправа» (1964), режисер Меліс Убукєєв
4. «Перший вчитель» (1965), режисер Андрій Кончаловський
5. «Небо нашого дитинства» (1966), режисер Толомуш Окєєв
6. «Материнське поле» (1967), режисер Геннадій Базаров
7. «Вистріл на перевалі Караш» (1968), режисер Болот Шамшієв
8. «Засідка» (1969), режисер Геннадій Базаров
9. «Вулиця» (1972), режисер Геннадій Базаров
10. «Білий пароплав» (1975), режисер Болот Шамшієв
11. «Червоне яблуко» (1975), режисер Толомуш Окєєв
12. «Чоловік без жінок» (1981), режисер Альгімантас Відугіріс
13. «Курманжан Датка» (2014), режисер Садик Шер-Ніяз

## ЗМІ
У 1913 році почав виходити журнал «Пржевальский сельский хозяин» (усього 16—18 сторінок, накладом 1000 примірників), всього вийшло чотири номери. У 1914 році у м. Бішкек видавали рекламно-інформаційний «Пишпекский бюллетень».
У 1978 році у Киргизстані було видано 1119 книг та брошур загальним тиражем 8,7 млн примірників, у тому числі 464 — киргизькою мовою тиражем 4,1 млн примірників; виходило 34 журнали та ін. періодичні видання річним тиражем 32,8 млн примірників, 107 газет річним тиражем 233 млн примірників. З 1936 року працює Киргизьке телеграфне агентство (КирТАГ). У 1931 році у місті Фрунзе (сучасна назва Бішкек) почалися перші радіопередачі, з 1958 року працює Бішкекський телецентр який веде програми киргизькою, російською, німецькою та дунганською мовами. У 1992 році з'явилась перша приватна телерадіокомпанія «Піраміда»
У 2010 році у Киргизстані працювало 35 радіостанцій, 10 каналів ефірного та кабельного мовлення, 1 державна та 3 приватних інформаційних агентства. У цьому році державна телерадіокомпанія була перетворена в суспільне телерадіомовлення.
У 2010 році у Киргизстані зареєстровано понад 400 друкованих видань. Найбільш популярні — суспільно-політичні «Вечірній Бішкек», «Діло №…», «Обличчя», «МСН», «Слово Киргизстану», «Суспільний рейтинг», «Агим», «Аалим», «Киргиз Руху», місцеві версії російських видань — «Московский Комсомолец Кыргызстан», «Комсомольская правда Кыргызстан», «Аргументы и факты в Кыргызстане», розважальні — «Супер-Инфо» (найвищий наклад — до 90,000) «Совершенно не секретно», «Преступление и наказание», «Тамчы», «Кирпи», рекламно-інформаційні «Автогид», «Вітрина», «Алло реклама», видання національних меншин — єврейська газета «Мааян», узбецька — «Diydor», таджицька — «Паёми Ала-Тоо», уйгурська — «Іттіпак», корейська — «Ільчі», турецько-азербайджанська — «Turkel», турецька — «Zaman Кыргызстан», дунганська — «Хуэймин бо», видання Середньоазійської єпархії РПЦ «Православный мир» тощо.

## Музеї

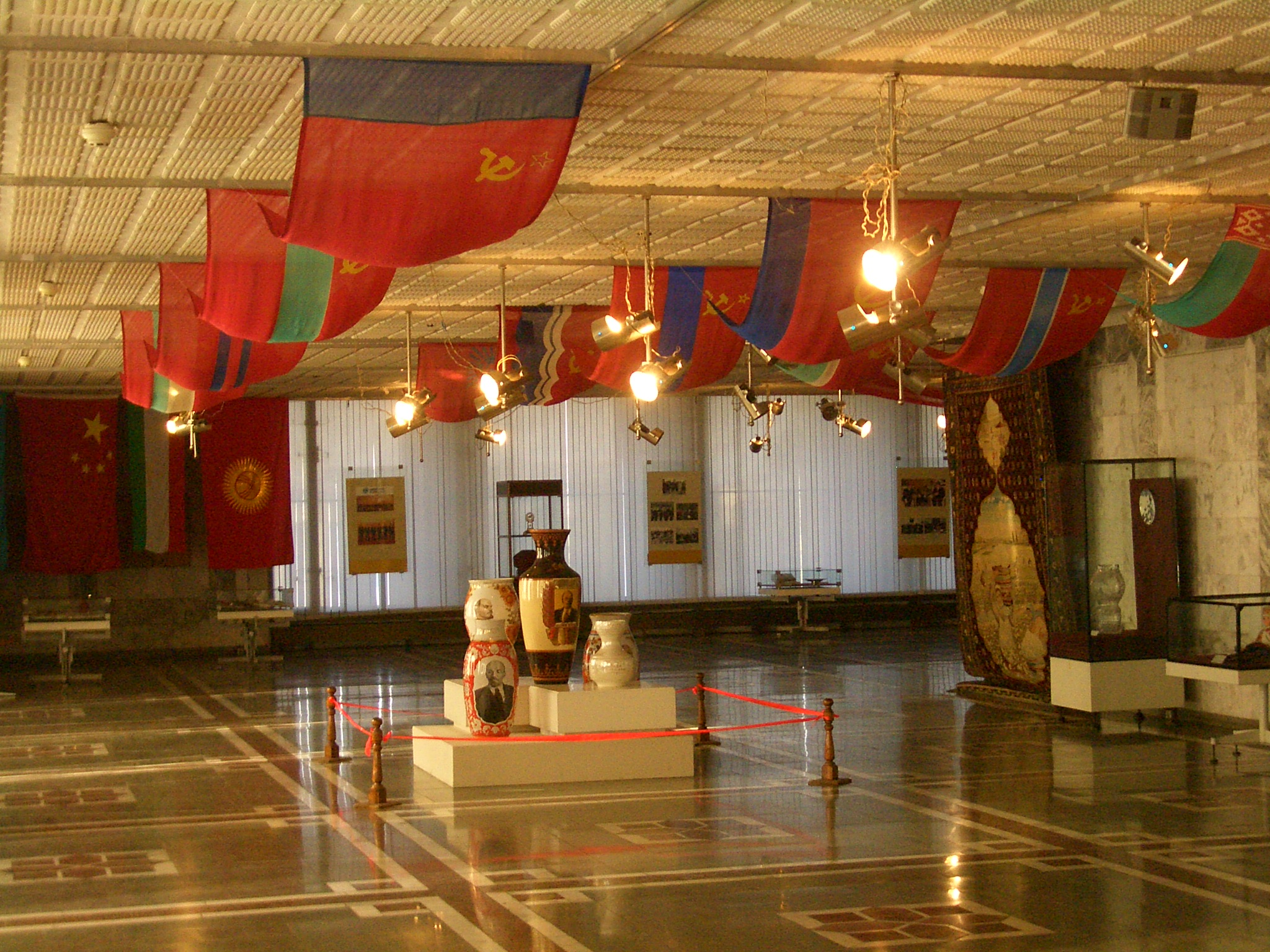
Національний музей у м. Бішкек

- Державний історичний музей Киргизької Республіки (м. Бішкек)
- Ошський об'єднаний історично-культурний музей-заповідник
- Будинок-музей А. Токомбаєва
- Меморіальний музей М. М. Пржевальського
- Літературний музей імені Токтогула
- Музей Ч. Айтматова (Таласька обл.)[23]

## Народна творчість

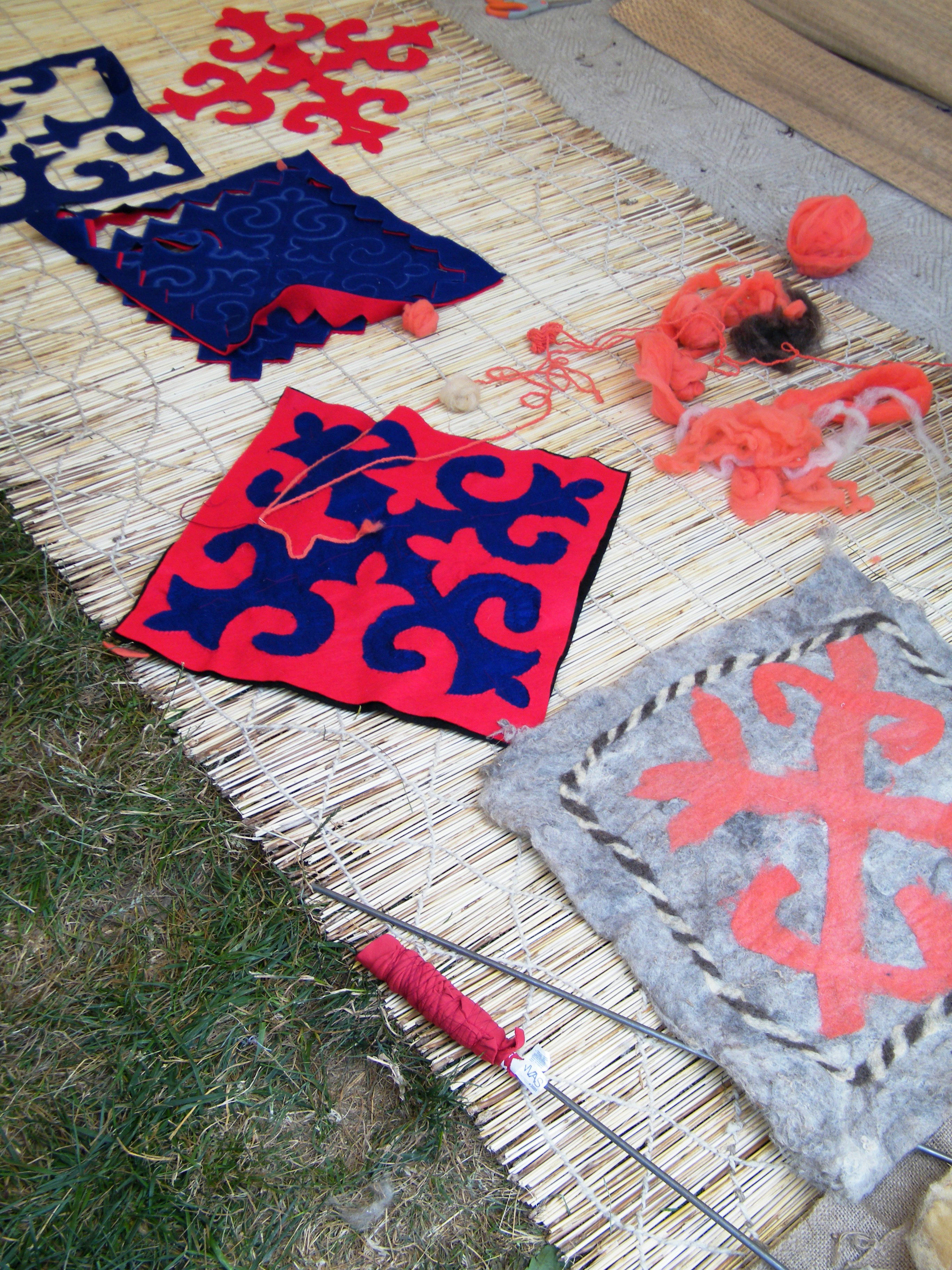
Киргизькі килими

Киргизькі жінки виготовляють вручну багато текстильних виробів, у тому числі подушки, килими та шерстяні ковдри, на яких зображені національні традиційні візерунки. Багато традиційних виробів з образами та емблемами киргизького життя виготовляється для туристів.

## Звичаї та традиції
Сьогодні є поширеним звичаєм — викрадення нареченої. Хоча звичай незаконний, він все ще практикується у Киргизстані.

## Киргизька кухня

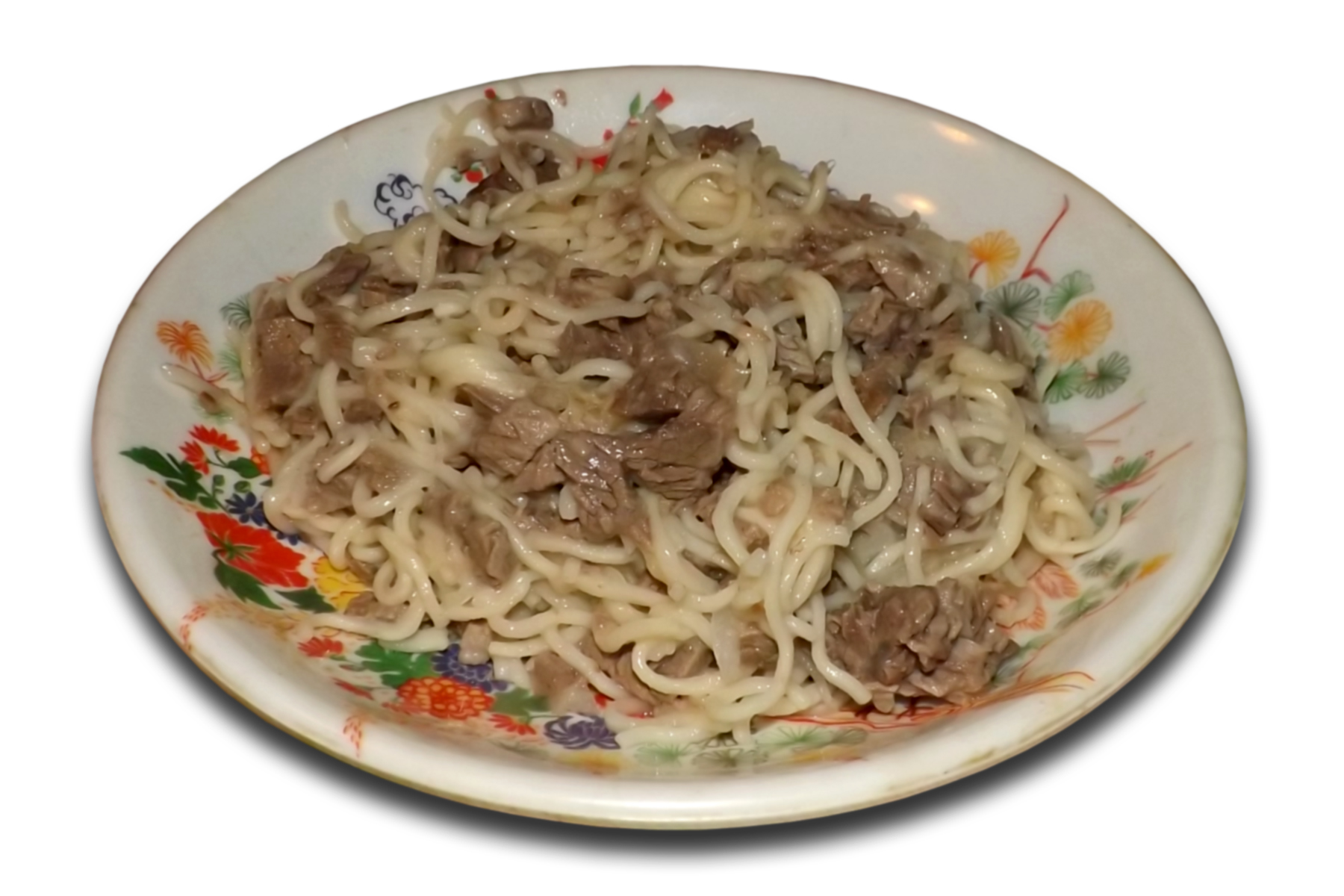
Бешмарбак

Киргизька кухня відрізняється кулінарними традиціями на півночі та півдні. Це обумовлено територіальною роз'єднаністю та сусідством з різними народами. На півночі п'ють чорний чай з молоком та їдять головну святкову страву, яка називається бешбармак — дрібно нарізане варене м'ясо з локшиною, а на півдні — п'ють зелений чай та їдять плов.

## Свята
Національні свята Киргизстану:
- 1 січня — Новий рік (Жаңы жыл)
- 7 січня — Різдво Христове (Иса пайгамбардын туулган күнү)
- 23 лютого — День Захисника Вітчизни (Ата-Журтту коргоочунун күнү)
- 8 березня — Міжнародний жіночий день (Эл аралык аялдар күнү)
- 21 березня — Нооруз (День весняного рівнодення — Нооруз)
- 7 квітня — День народної Квітневої революції[25]
- 1 травня — Свято праці (1-май күнү)
- 5 травня — День Конституції Киргизстану (Конституция күнү)
- 9 травня — День Перемоги (Жеңиш күнү)
- 31 серпня — День Незалежності (Эгемендүүлүк күнү)
- Дата свята визначається за місячним календарем — Свято разговіння (Орозо-айт)
- Дата свята визначається за місячним календарем — Свято жертвоприношення (Курман айт)
- 7 листопада-8 листопада — День історії та пам'яті предків[26][27]